# Catocala ussurica
Catocala ussurica là một loài bướm đêm trong họ Erebidae.